# Leonardo País
Pour les articles homonymes, voir Corbo.
Leonardo Javier Pais Corbo est un footballeur uruguayen né le 7 juillet 1994 à Minas. Il évolue au poste de milieu de terrain à  Copiapo.

## Palmarès

### En équipe nationale
- Équipe d'Uruguay des moins de 17 ans
  - Deuxième du Championnat des moins de 17 ans de la CONMEBOL en 2011
    - Finaliste de la Coupe du monde des moins de 17 ans en 2011